# Peribolo
Nell'antica architettura greca e romana, il peribolos era una corte racchiusa da un muro che circonda un'area sacra come un tempio, un santuario o un altare. Le pareti del Peribolos (che possono anche essere chiamate mura di temenos) erano talvolta composte da pali di pietra e lastre sostenute da davanzali porosi.
Esempi famosi includono:
- Il muro e la porta del peribolos nel Santuario di Zeus (Altis), a nord del Tempio di Zeus ad Olimpia, in Grecia;
- I peribolos che racchiudono l'Altare dei Dodici Dei vicino all'estremità nord dell'Agorà di Atene;
- La terrazza creata dai muri di sostegno e dal peribolos intorno al Santuario di Athena Pronaia (Marmaria), a sud-est del Santuario di Apollo a Delfi, in Grecia.